# Apicultura în județul Mureș
Conform declarației din ziarul Bună ziua Ardeal a vicepreședintelui Asociației Crescătorilor de Albine din județul Mureș, Dorin Dogaru, în județul Mureș există peste 700 de apicultori. 